# NGC 2408
NGC 2408 je otvoreni skup u zviježđu Žirafi. 

## Vanjske poveznice
- SEDS: NGC 2408